# منطقه حفاظت‌شده انزان
منطقهٔ حفاظت‌شدهٔ انزان یک منطقهٔ حفاظت‌شده با مساحت ۳۴۵۲۹ هکتار است که در استان اردبیل در ایران قرار دارد. این منطقهٔ حفاظت‌شده طبق مصوبهٔ شمارهٔ ۷۹۵ در تاریخ ۹۹/۱۱/۰۶ در فهرست مناطق تحت حفاظت سازمان محیط زیست ایران قرار گرفت.